# Türlü

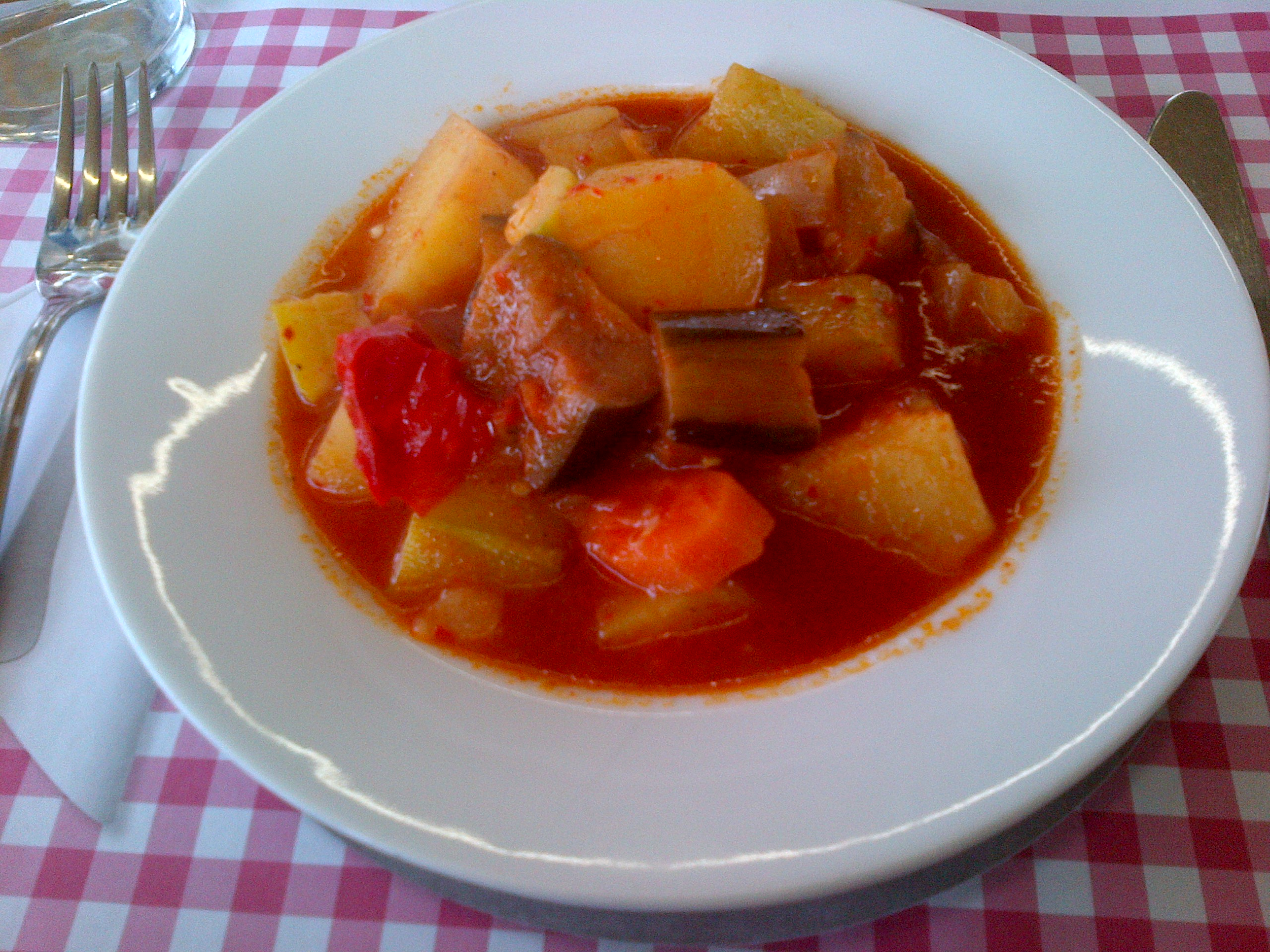
Türlü de verdures

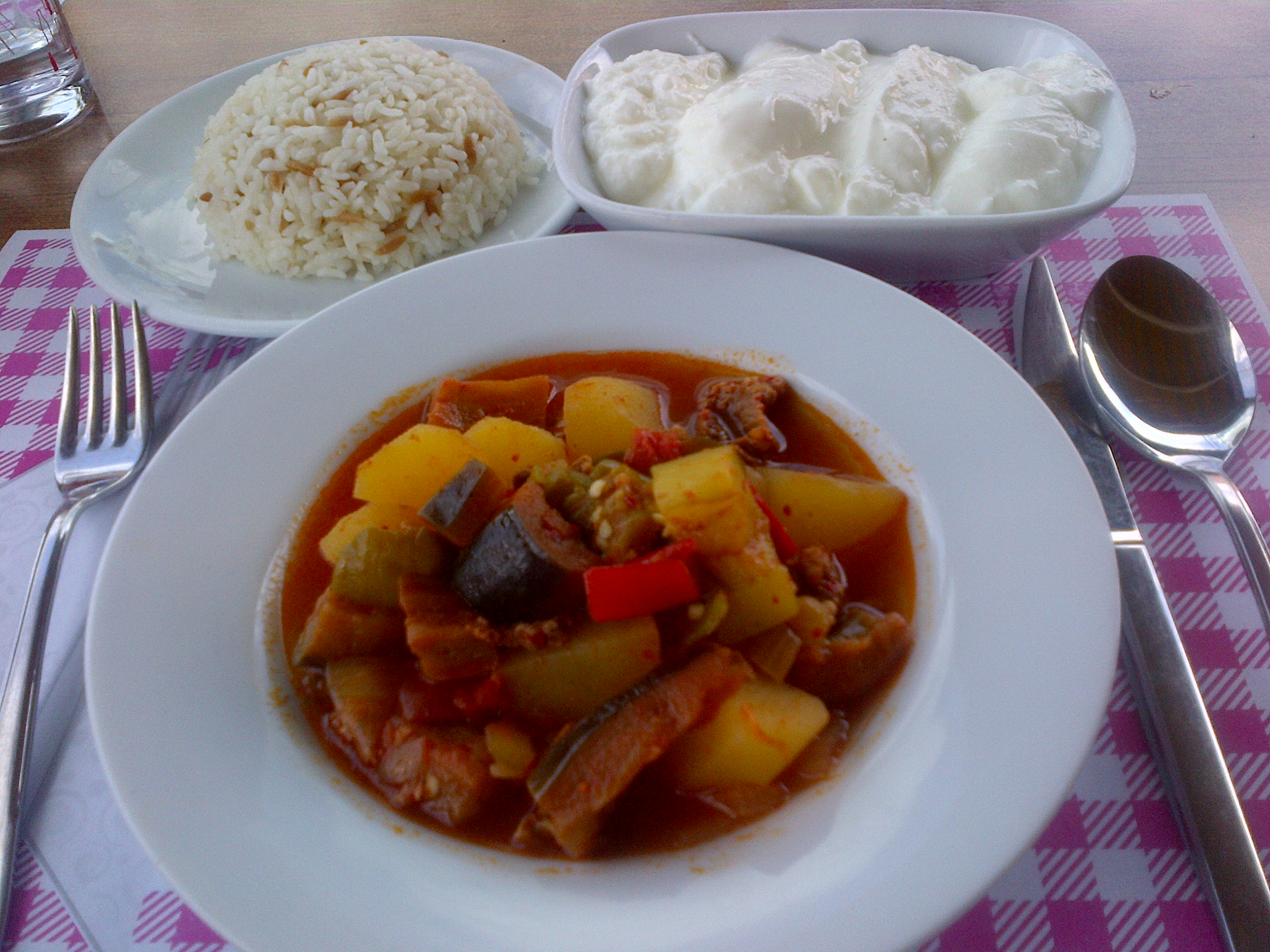
Türlü amb carn acompanyat per un plat de pilav i altre de iogurt.

Türlü és un plat de la cuina turca. La paraula türlü significa variat en idioma turc. Bàsicament es tracta d'un estofat de verdures (sebze türlüsü en turc) però també es pot fer amb carn (de vedella o xai). Els ingredients bàsics del türlü són les verduresː albergínia, patates, pastanagues i carbassó. També s'hi poden emprar mongetes verdes (bajoques planes) i l'ocra. Els altres ingredients són oli de cuinar, aigua, sal, pebre vermell o una mica de pul biber, una mica de sucre i salça. Türlü gairebé sempre ve amb el seu propi brou, abundant, no com un guisat, com per exemple el plat similar francès ratatouille. A vegades el türlü es cuina dins d'un güveç (recipient de fang per a fornejar) i pren el nom türlü güveç.